# Шарти (Сијена)
Шарти је насеље у Италији у округу Сијена, региону Тоскана.
Према процени из 2011. у насељу је живело 15 становника. Насеље се налази на надморској висини од 259 м.